# Positive Temperature Coefficient

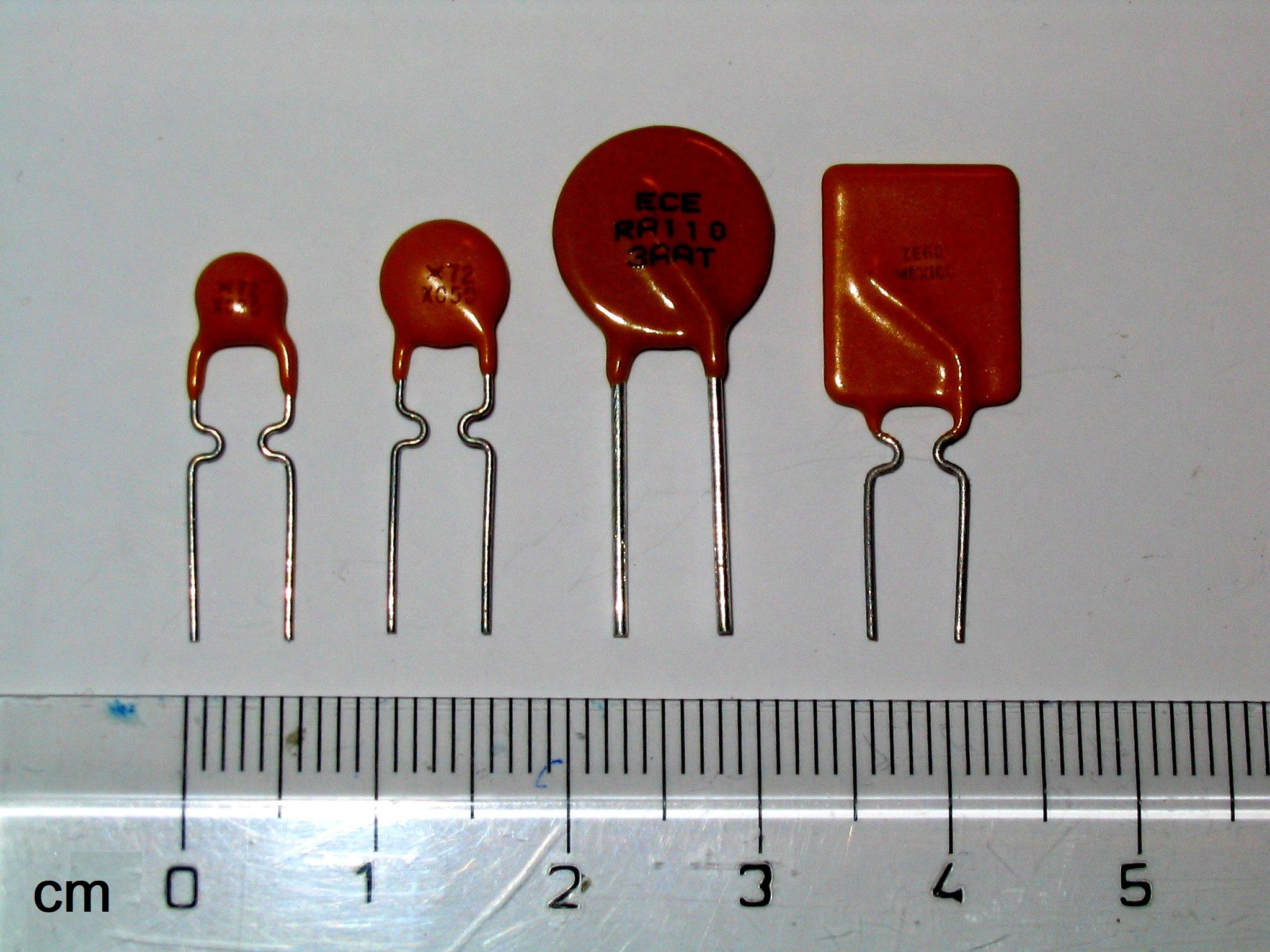
Fusíveis do tipo PTC

O PTC (do inglês Positive Temperature Coefficient) é um termístor ou componente eletrônico semicondutor sensível a temperatura. Utilizado para controle, medição ou polarização de circuitos eletrônicos. Possui um coeficiente de variação de resistência que varia positivamente conforme a temperatura aumenta, ou seja, a sua resistência elétrica aumenta com o aumento da temperatura.